# Jo Budie
Johan Jozef (Jo) Budie (Kerkarde, 13 november 1917 – Hilversum, 8 september 1991) was een Nederlands musicus. Soms bediende hij zich van het pseudoniem Hans Consoir.
Hij was zoon van Johanna Katharina Wirtz en mijnwerker Johan Arnold Budie. Hijzelf was getrouwd met Elisabeth Cornelia van Ling. Het echtpaar had twee beroemde zonen Henny Budie (onder andere bij Mies Bouwman) en Jos Budie, beiden televisieregisseurs.
Hij begon op de accordeon; hij deed praktijkervaring op  bruiloften en partijen. Daarna volgde een piano-opleiding aan het Koninklijk Conservatorium Luik. Hij kreeg verdere scholing op de Muziekschool van de Maatschappij tot Bevordering der Toonkunst te Leiden
Budie was multi-instrumentalist. Hij bespeelde piano, accordeon, trombone, klarinet en xylofoon en was orkestleider. In 1942 werd hij als zodanig bekend bij het orkest van de Nederlandse Radio Unie. Hij trad in 1948 in dienst van de Katholieke Radio Omroep (KRO) en speelde in de orkesten van Klaas van Beeck, Ger de Roos (Orkest Zonder Naam) en Johnny Ombach; het betekende een leven binnen de lichte muziek. In 1968 verliet hij de KRO.
Budie was ook in andere ensembles te horen en te zien, Extase, Klavertuozen, zijn eigen Kwartet Jo Budie (met Annie Palmen) en Cascade Orkest. Tussen 1965 en 1973 was hij leider van het orkest van de Boertjes van Buuten (daarvoor De Bietenbouwers), waarbij hij met diverse artiesten waaronder Kees Schilperoort optrad. Die samenwerking met Schilperoort ging verder met het radioprogramma Van twaalf tot twee. In 1973 vond Budie het welletjes en trok zich terug, zijn pensioen brak aan. 
Hij overleed op 73-jarige leeftijd in Hilversum. Hij werd gecremeerd op Noorderveld te Nieuwegein. Op Begraafplaats Zuiderhof te Hilversum is een grafsteen geplaatst ter herinnering aan het echtpaar.